# فرودگاه وورکوتا
فرودگاه وورکوتا (به روسی: Аэропорт Воркута) فرودگاهی عمومی واقع در وورکوتا در کشور روسیه است که توسط Vorkuta branch of FSUE "Komiaviatrans" اداره می‌شود.

## شرکت‌های هواپیمایی و مقصدهای پروازی
| شرکت‌های هواپیمایی | مقصدهای پروازی |
| ----------------- | -------------- |
| کومی‌اویاترنس      | سیکتیوکار      |
| RusLine           | دوموده‌دوو      |